# پیترو دله ودوو
پیترو دله ودوو (انگلیسی: Pietro Dalle Vedove; ۱۹ اوت ۱۹۰۳ – ۱ اوت ۱۹۵۶) بازیکن فوتبال اهل ایتالیا بود.
از باشگاه‌هایی که در آن بازی کرده‌است می‌توان به باشگاه فوتبال کرمونزه و باشگاه فوتبال آ.اس. رم اشاره کرد.